# Gowdahalli, Shrirangapattana
Gowdahalli là một làng thuộc tehsil Shrirangapattana, huyện Mandya, bang Karnataka, Ấn Độ.